# Живан Милић
Живан Милић (Крагујевац, 3. април 1937 — Београд, 15. март 1993) био је српски певач народних и староградских песама.

## Биографија
Живан Милић је рођен 3. априла 1937. године у Крагујевцу, где је на гимназијској приредби почео певачку каријеру, певајући песму Ублажи немир мој.
Као двадесетогодишњак долази у Београд. Дипломирао је на Факултету драмских уметности.
Прву плочу снимио је 1961. године, певајући са Лолом Новаковић. Његов репертоар чиниле су забавне мелодије, староградске песме и романсе. Учествовао је на готово свим домаћим фестивалима и освајао награде за интерпретацију.
Незаборавно је његово извођење мелодије Мали цвет, коју задуго нико неће надмашити.

## Фестивали
Београдско пролеће:
- Цвеће и ти,'64
- Јесен (Вече градских песама), '73
- Ја љубим Милу (Вече старе градске песме), '76
- Крадем ти се у вечери (Вече градских песама), '78
- Срце (Вече градских песама), '79
- Ноћ на Дорћолу (Вече нове градске песме), '81

Опатија:
- Ја сам крив (алтернација са Ђорђем Марјановићем), '63
- Упали цигарету (алтернација са Габи Новак), '63
- Песна на вљубљените (дует са Нином Спировом) / Знаци наше љубави (алтернација са Аницом Зубовић), '64

Сплит:
- Моја маслина, '64
- Марице, врати се (дует са Марушком Шинковић), трећа награда стручног жирија и четврта награда публике

Фестивал, Јесен:
- Мала Дубровачка подокница, '68

Београдски сабор:
- Чаша за љубав, '68
- Сан, '73

Звуци Паноније, Осијек:
- Невјерница, '74
- Балада о славонском друму, '78
- Вера, Вера, '81
- Тако ће и бити, '83
- Тихо, тихо тамбураши, '85